# アン・アメリカンズ

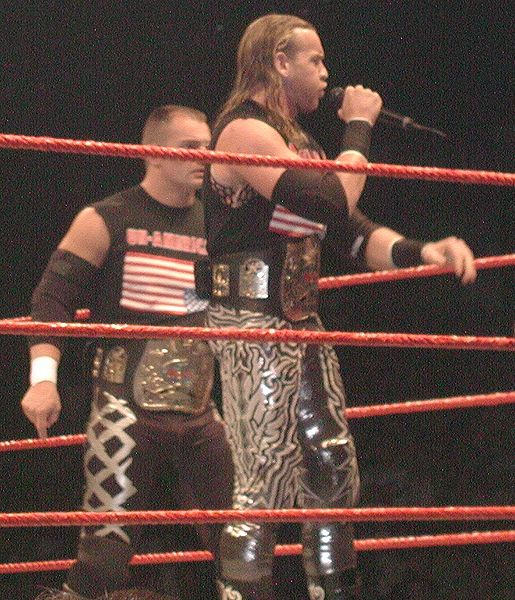
WWE世界タッグ王者時代のランス・ストーム（左）とクリスチャン（右）

アン・アメリカンズ（The Un-Americans）は、アメリカ合衆国のプロレス団体・WWEで活動していたプロレスラーのユニット。初期はアンチ・アメリカンズ（The Anti-Americans）名義で活動していた。
ユニット名の通り、メンバーは非アメリカ人で構成されており、ギミック上反米思想を掲げ、ヒールのポジションで活動していた。J SPORTSの日本語字幕では嫌米軍団と表記されていた。

## メンバー
- ランス・ストーム（ カナダ出身、リーダー）
- クリスチャン（ カナダ出身）
- テスト（ カナダ出身）
- ウィリアム・リーガル（ イギリス出身）

## 概要
2002年7月、スマックダウンで負け試合が続いていたカナダ人のランス・ストーム、クリスチャン、テストの3人はモントリオール事件を引き合いに出して、WWEが非アメリカ人に対して不利な判定を行っていると主張。反米を掲げ、アンチ・アメリカンズを結成。結成直後はアメリカの象徴たるハルク・ホーガン、ホーガンの当時のパートナーで同じカナダ人でありながらアメリカ人に迎合するエッジらと抗争。同月のPPV『ヴェンジェンス2002』では、同じくカナダ人であるクリス・ジェリコの介入もあり、ストーム&クリスチャンがホーガン&エッジを破り世界タッグ王座を獲得。しかし、ストームのかつてのパートナーでもあるジェリコがユニットに参加することはなかった。
以後、ユニットはRAWに移籍。ストーム&クリスチャンはブッカー・T&ゴールダストと、テストはジ・アンダーテイカーと抗争を開始、RAW移籍後はアン・アメリカンズと呼ばれるようになる。また、この時スマックダウン管轄にあった世界タッグ王座がRAWに流出したことが、後にWWEタッグ王座を新設する契機となった。
その後、イギリス人であるウィリアム・リーガルがチームに加入。しかし9月にケイン&ザ・ハリケーンに敗れタッグ王座を失うと、ユニットは空中分解しクリスチャンとテストが脱退。クリスチャンはジェリコとタッグを結成し、テストはステイシー・キーブラーをマネージャーに迎えフェイスターンする。ストームとリーガルはチームを継続させ、2003年には世界タッグ王座を2度獲得するが、リーガルの心臓病の治療による長期欠場、ストームの現役引退のためにチームは自然消滅した。

## 獲得タイトル
- WWE世界タッグ王座：3回（ランス・ストーム&クリスチャン×1、ランス・ストーム&ウィリアム・リーガル×2）[2]